# Округ Морган (Алабама)
Округ Морган (енгл. Morgan County) је округ у америчкој савезној држави Алабама. По попису из 2010. године број становника је 119.490. Седиште округа је град Декејтур.

## Демографија
Према попису становништва из 2010. у округу је живело 119.490 становника, што је 8.426 (7,6%) становника више него 2000. године.
| Група             | 2000.          | 2010.          |
| Белци             | 92.584 (83,4%) | 92.585 (77,5%) |
| Афроамериканци    | 12.485 (11,2%) | 14.185 (11,9%) |
| Азијати           | 495 (0,4%)     | 691 (0,6%)     |
| Хиспаноамериканци | 3.645 (3,3%)   | 9.156 (7,7%)   |
| Укупно            | 111.064        | 119.490        |